# Xestia sylvicola
Xestia sylvicola là một loài bướm đêm trong họ Noctuidae.